# Homosexualität in Kolumbien

Geografische Lage von Kolumbien

Die Rechte Homosexueller in Kolumbien sind weit entwickelt, besonders für ein sich entwickelndes, konservatives und überwiegend katholisches Land wie Kolumbien.

## Legalität
Strafgesetze gegen homosexuelle Handlungen bestehen in Kolumbien nicht. Das Schutzalter für homosexuelle sowie heterosexuelle Handlungen liegt einheitlich bei 14 Jahren.

## Antidiskriminierungsgesetze
Homosexuellen Menschen ist der Dienst in den Streitkräften Kolumbiens erlaubt.

## Staatliche Anerkennung gleichgeschlechtlicher Paare
Das Verfassungsgericht Kolumbiens (Corte Constitucional de Colombia) erklärte am 19. Februar 2007 eine diskriminierende Regelung des Erbrechts für verfassungswidrig. Weitere Rechtsstreitigkeiten werden durch schwule und lesbische Bürgerrechtsbewegung betrieben, um die gleichen Rechte wie die Ehe zu erhalten. Ein Gesetz zur Einführung einer eingetragenen Partnerschaft hat am 15. Juni 2007 den Kongress passiert. Präsident Álvaro Uribe Vélez hatte zuvor bereits angekündigt, das Gesetz zu unterzeichnen.
Im September 2013 erlaubten staatliche Behörden den ersten gleichgeschlechtlichen Paaren gleichgeschlechtliche Ehen, nachdem 2011 das Verfassungsgericht Kolumbiens den Gesetzgeber eine Frist bis 2013 gesetzt hatte, gleichgeschlechtliche Ehen zu ermöglichen.
Im November 2015 ermöglichte das Verfassungsgericht von Kolumbien die gemeinschaftliche Adoption nichtleiblicher Kinder durch gleichgeschlechtliche Paare.

## Ehe
Im Juli 2011 entschied das Verfassungsgericht von Kolumbien, dass gleichgeschlechtliche Paare das Recht auf eine gleichgeschlechtliche Ehe haben. Das Parlament von Kolumbien wurde durch das Urteil verpflichtet, bis 20. Juni 2013 ein Gesetz zur Eheöffnung zu verabschieden. Somit erhielten gleichgeschlechtliche Paare automatisch das Recht auf Ehe, indem sie zu einem Notar oder Richter in Kolumbien gehen. Im Laufe des weiteren Jahres 2013 ermöglichten verschiedene Richter die Zulassung von ersten gleichgeschlechtlichen Ehen. Im April 2016 bestätigte das Verfassungsgericht in einer weiteren Grundsatzentscheidung die sofortige  landesweite Eheöffnung.

## Gesellschaftliche Situation
In den Großstädten Bogotá, Medellín, Cali, Cartagena und Barranquilla gibt es eine große und lebhafte schwul-lesbische Szene. In Bogotá konzentrieren sich die meisten Bars, Discotheken und Clubs auf das Barrio Chapinero im Zentrum Bogotás.
Die schwul-lesbische Bewegung befindet sich noch im Aufbau. In der Nationaluniversität gibt es jedoch bereits eine Gruppe, die sich für die Gleichberechtigung einsetzt.
Darüber hinaus gibt es seit dem Jahr 2001 die Veranstaltung Ciclo Rosa, die geteilt in ein Kino- und Konferenzprogramm gezielt auf einen Abbau von Diskriminierung hinwirken soll.
Im Mai 2009 stellte Radio Diversia, der erste Gay-Radiosender Kolumbiens, nach eineinhalb Jahren seinen Betrieb ein. Von einer Gruppe mit der Bezeichnung „Organisation“, die in Flugblättern gleichermaßen linke Gruppierungen, Prostituierte und Homosexuelle angreift und hinter der ehemalige Angehörige rechtsgerichteter paramilitärischer Gruppen vermutet werden, gingen systematische Morddrohungen aus. Der Direktor des Senders, Carlos Serrano, sah sich veranlasst das Land zu verlassen.